# Bergh

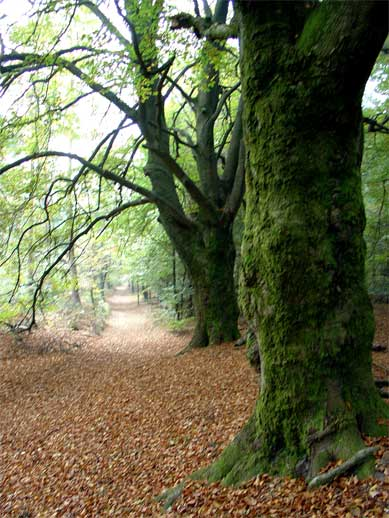
Bergherbos

Bergh was tot 1 januari 2005 een gemeente in de Nederlandse provincie Gelderland, deels gelegen in De Liemers en deels in de Achterhoek, tegen de landsgrens met Duitsland.    De gemeente telde op 1 januari 2004 18.390 inwoners en had op het moment van opheffen een oppervlakte van 74,98 km² (waarvan 0,4 km² water).
Bergh had als voorganger de heerlijkheid Land van den Bergh. Ten onrechte wordt deze bannerij wel eens verwisseld met het Hertogdom Berg dat ongeveer tussen Münster en Keulen in het huidige Duitsland lag. De gemeente Bergh is op 1 januari 1821 ontstaan door samenvoeging van de drie opgeheven gemeenten 's-Heerenberg, Netterden en Zeddam. Op 1 januari 2005 fuseerde Bergh met de buurgemeente Didam tot de nieuwe gemeente Montferland.
In 1863 verloor Bergh land en het dorp Netterden aan de toenmalige gemeente Gendringen. Na het Weense congres in 1815 (bij het Traktaat van Kleef van 7 oktober 1816) was al beslist dat het gebied van de Vier Hezen zuidelijk van de stad 's-Heerenberg Duits moest worden in ruil voor de Kleefse enclaves in de de Liemers en Huissen. Ook in de 20e eeuw moest de gemeente enkele gebieden afstaan: in 1966 moest het Harveld (niet te verwarren met het dorp Harreveld in de Achterhoek) worden afgestaan aan Doetinchem en in 1984 was dat het geval met een gedeelte van Wijnbergen waar de Doetinchemse wijk Wijnbergen werd gebouwd.

## Kernen in de voormalige gemeente
Azewijn, Beek, Braamt, 's-Heerenberg, Kilder, Lengel, Loerbeek, Stokkum, Wijnbergen, Zeddam en de buurtschappen Vethuizen en Vinkwijk.

## De Duitse grens
Bergh was een grensgemeente. Aan de overzijde van de grens ligt de Duitse gemeente Emmerik (Emmerich am Rhein) met de kerkdorpen Elten, Dornick, Hüthum, Vrasselt en Praest. Op het grondgebied van de voormalige gemeente zijn veel grensovergangen.
De drie belangrijkste grensovergangen zijn:
- Grensovergang Bergh Autoweg. Deze grensovergang is gelegen op de A12 tussen Arnhem en het Duitse Ruhrgebied.
- De Nieuwe Grens. Dit is de belangrijkste grensovergang in 's-Heerenberg. De overgang ligt ongeveer een kilometer oostelijk van de oude grens, en ligt aan de doorgaande weg tussen Doetinchem en Emmerich.
- De Oude Grens. Deze grensovergang ligt aan de rand van het historische centrum van 's-Heerenberg.

In beide laatste gevallen is het riviertje de Wetering de feitelijke grens.

### Overige grensovergangen
Er zijn diverse andere grensovergangen, het merendeel is alleen bestemd voor fietsers en voetgangers. Deze grensovergangen zijn, van oost naar west:
- De grensovergang juist ten oosten van Industrieterrein  't Goor. In de jaren 90 is hier een loopbrug gerealiseerd. Tot 1987 waren hier de resten van de Zwarte Brug zichtbaar. Helaas zijn deze resten nu verdwenen. Toen was er echter geen mogelijkheid hier de grens te passeren. Deze overgang is toegankelijk voor fietsers en voetgangers.
- Grensovergang De Linthorst. Deze grensovergang ligt ten westen van de Plantage, tussen 's-Heerenberg en Stokkum, en leidt naar de Emmerikse buurtschap Elsepaß. Deze grensovergang is toegankelijk voor fietsers en voetgangers.
- De fiets-/voetgangersovergang over de A12 tussen Stokkum en Elten, te midden van de Montferlandse bossen. Deze grensovergang is tot op enkele meters afstand ook per auto bereikbaar, vanuit zowel Nederlandse als Duitse zijde.
- Grensovergang Boterweg. Deze voor fietsers en voetgangers toegankelijke grensovergang ligt in de bossen tussen Stokkum en Beek.
- Grensovergang Beek / Elten. Deze grensovergang ligt tussen de kerkdorpen Beek en Elten.
- Grensovergang Zuider Markweg. Deze grensovergang ligt even ten westen van de grensovergang Beek / Elten en is alleen voor fietsers en voetgangers toegankelijk.

## Economie en bedrijvigheid
's-Heerenberg kent plasticindustrie en enkele grote internationaal operende transportondernemingen. In Bergh is verder het toerisme een voorname bron van inkomsten.

## Stroombroek (Braamtse Gat)

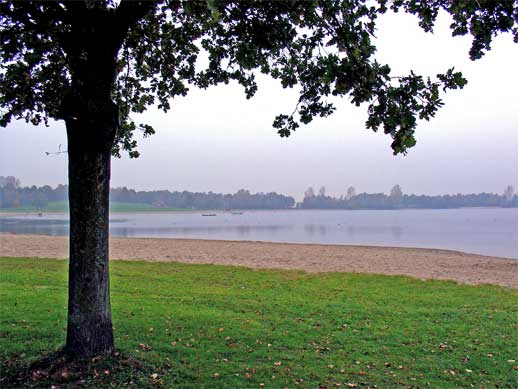
Het Stroombroek (recreatieplas)

Stroombroek, in de volksmond ook wel het Braamtse Gat genoemd, is een voormalige zandwinning gelegen nabij het dorp Braamt, (gelegen tussen 's-Heerenberg en Doetinchem). De recreatieplas die na de zandwinning ontstond is populair in de regio Bergh/Montferland, de Duitse grensstreek en bij mensen uit Doetinchem. Er is een recreatiepark met bungalows en er is een kabelskibaan.

## Bekende Berghenaren
- Mechteld ten Ham (overleden 1605), vermeend heks
- Johan Burgers (1879-1943), oprichter van Burgers' Dierenpark
- Reinier van Houten (1908-1983), uitgever
- Roeland Nolte (1944-2024), hoogleraar
- Henk Harmsen (1951-2018), journalist en schrijver
- John Leeuwerik (1959), voetballer
- Rens Bod (1965), hoogleraar
- Theo Goossen (1917-2000), verzetsheld